# Bruno Loerzer

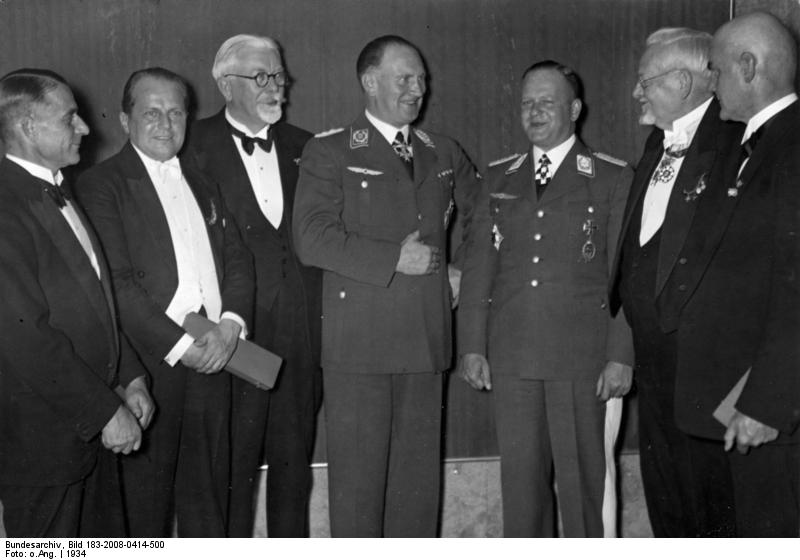
Bruno Loerzer 4e van links tussen andere piloten in 1934

Bruno Loerzer (Berlijn, 22 januari 1891 - Hamburg, 22 augustus 1960) was een gevechtspiloot in de Eerste Wereldoorlog en generaal van de Luftwaffe in de Tweede Wereldoorlog.

## Eerste Wereldoorlog
Loerzer ging op 13 september 1911 bij het Pruisisch leger en werd tijdens de Eerste Wereldoorlog piloot. Tot midden 1915 vloog hij samen met Hermann Göring als verkenningsvlieger. Tot januari 1917 vocht hij bij drie verschillende Jagdstaffeln en schoot hij twee Franse vliegtuigen af. In oktober 1917 markeerde hij zijn 20e overwinning en kreeg hij de onderscheiding Pour le Mérite. In februari 1918 werd hij commandant van het Jagdgeschwader III. Zijn broer Fritz behaalde onder zijn bevel 11 overwinningen.

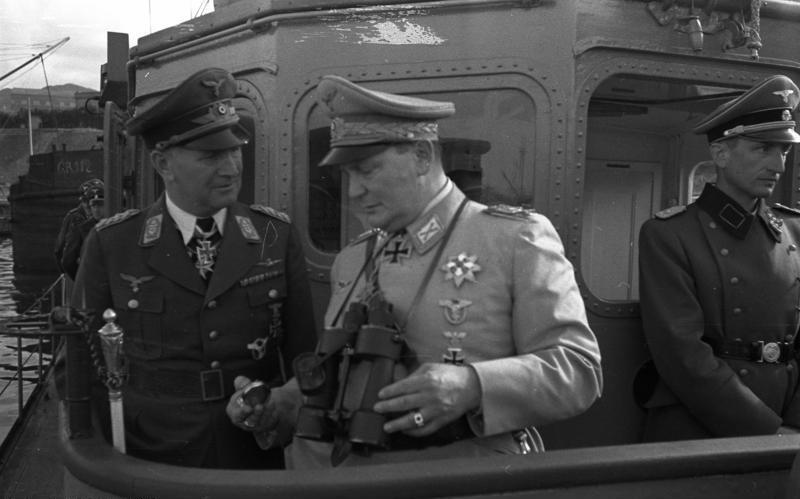
Göring en Loerzer

Als leider van Jasta 26 en drie andere Jagdstaffeln behaalde hij met zijn Fokker D.VII 44 overwinningen.

## Interbellum
Na 1918 vocht Loerzer in Freikorpsen in de Baltische staten. Op 31 maart 1920 werd hij als kapitein uit de Reichswehr ontslagen. In de Weimarrepubliek was hij leider van het Reichsverband der deutschen Luftfahrzeughalter, een burgerlijke vereniging van piloten.
Onder de nationaalsocialisten werd hij als vriend van Hermann Göring voorzitter van de Deutscher Luftsportverband en Reichsluftsportführer. In 1935 werd hij kolonel en in 1937 commodore van de Luftwaffe. In 1938 werd hij inspecteur van de jachtvliegtuigen.

## Tweede Wereldoorlog
Bij het begin van de oorlog was Loerzer generaal-majoor en commandant van de 2e vliegerdivisie.  In februari 1943 werd hij als commandant uit zijn functie gezet wegens de te hoge verliezen onder zijn commando. Door zijn vriend Hermann Göring kreeg hij nog een hoge functie als inspecteur maar ook die functie kon hij niet aan en op 20 december 1944 werd ook dat commando hem afgenomen. Op 29 april 1945 werd hij ontslagen uit de luchtmacht.

## Militaire loopbaan
- Fahnenjunker: 13 september 1911[3]
- Fahnenjunker-Unteroffizier: 9 maart 1912[4]
- Fähnrich: 22 maart 1912[4]
- Leutnant: 27 september 1913[3][4]
- Oberleutnant: 18 april 1916[4][3]
- Hauptmann: 2 oktober 1918[4][3]
- Oberst: 1 april 1935[4][3]
- Generalmajor: 1 april 1938[4][3]
- Generalleutnant: 1 januari 1940[4]
- General der Flieger: 19 juli 1940[4][3]
- Generaloberst: 16 april 1943[4][3]
- NSFK-Obergruppenführer: 20 april 1944[4]
- Gepensioneerd: 29 april 1945[4]

## Decoraties
- Ridderkruis van het IJzeren Kruis op 29 mei 1940 als Generalleutnant en Bevelvoerend-generaal van het II. Flieger-Korps[5][6][3][7]
- Pour le Mérite op 12 februari 1918 als Oberleutnant en Commandant van Jagdstaffel 26[3][4][7]
- Ridder der Tweede Klasse in de Orde van de Leeuw van Zähringen met Zwaarden[7] op 27 april 1915[4]
- Ridderkruis in de Huisorde van Hohenzollern met Zwaarden[7] in 1917[4]
- IJzeren Kruis 1914, 1e Klasse[4][7] (1917) en 2e Klasse[4][7] (1917)[8]
- Herhalingsgesp bij IJzeren Kruis 1939, 1e Klasse[4][7] en 2e Klasse[4][7]
- Erekruis voor Frontstrijders in de Wereldoorlog[7][4]
- Anschlussmedaille met gesp „Prager Burg“[7]
- Gezamenlijke Piloot-Observatiebadge in Goud met Diamanten[3][7]
- Dienstonderscheiding van Leger en Marine voor (12 dienstjaren)
- Ehrenbecher für den Sieger im Luftkampf[4]
- Ridderkruis in de Militaire Karl-Friedrich-Verdienstorde op 8 augustus 1918[4]
- Gewondeninsigne 1918 in zwart[9]
- Kriegserinnerungs-Ärmelband “Jagdgeschwader Boelcke Nr. 2 1916/1918”[4]
- Piloten badge (Italië)[4]
- Piloten badge (Pruisen)[4]
- Hij werd genoemd in het Wehrmachtsbericht. Dat gebeurde op 7 augustus 1941[3][10]
- 44 luchtoverwinningen[8]